# Memorial a les víctimes del comunisme i la resistència
El Memorial a les víctimes del comunisme i la resistència consta del museu situat a l'antiga presó política de Sighetu Marmației i el centre internacional d'estudis sobre el comunisme amb seu a Bucarest. El memorial pretén reconstruir i preservar la memòria de la resistència a Romania.

## Història

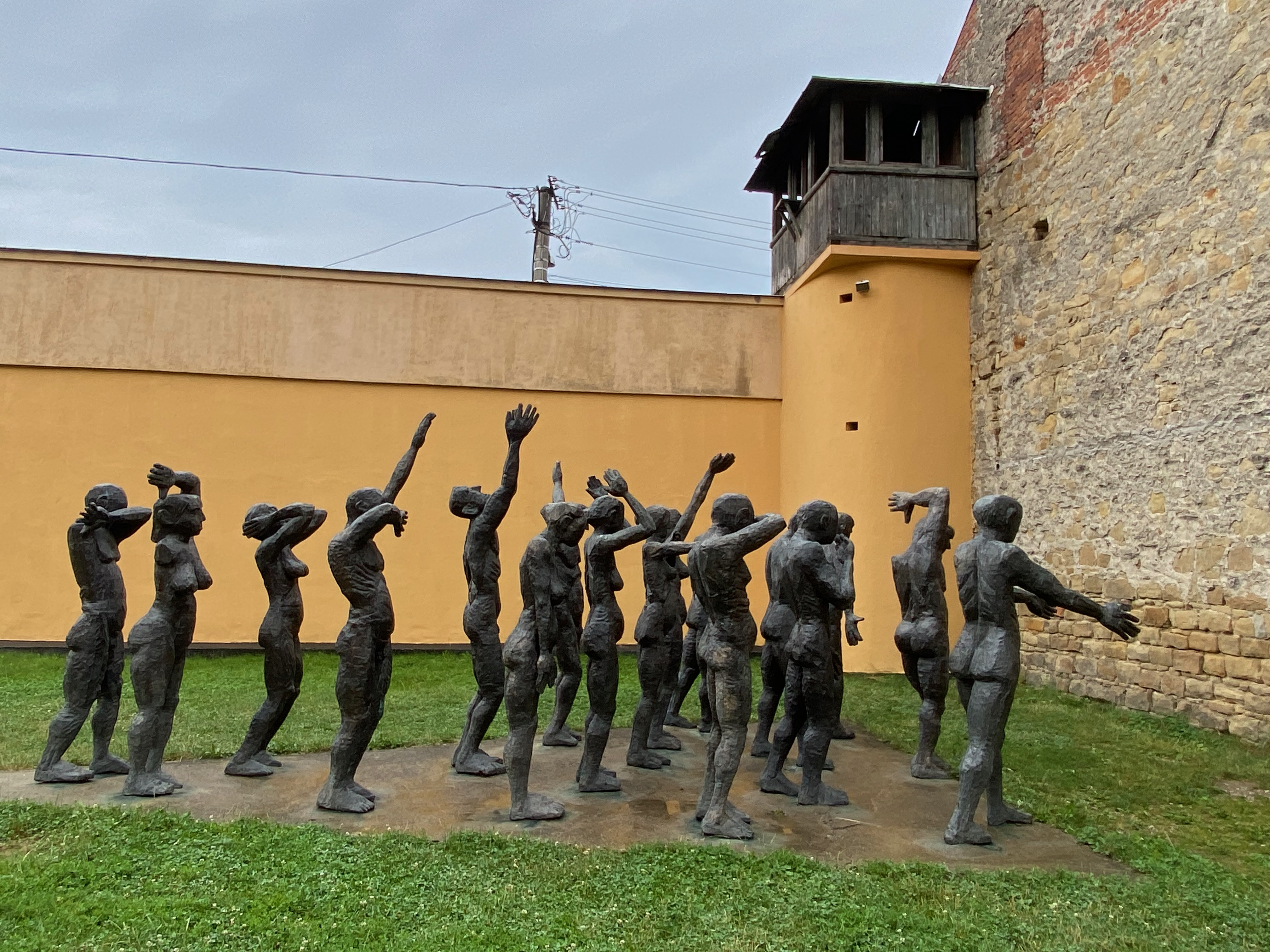
La Processó dels Sacrificis, grup estatuari de bronze realitzat per l'escultor Aurel I. Vlad i situat al pati interior de l'antiga presó, actual Museu Memorial Sighet de les Víctimes del Comunisme i la Resistència.

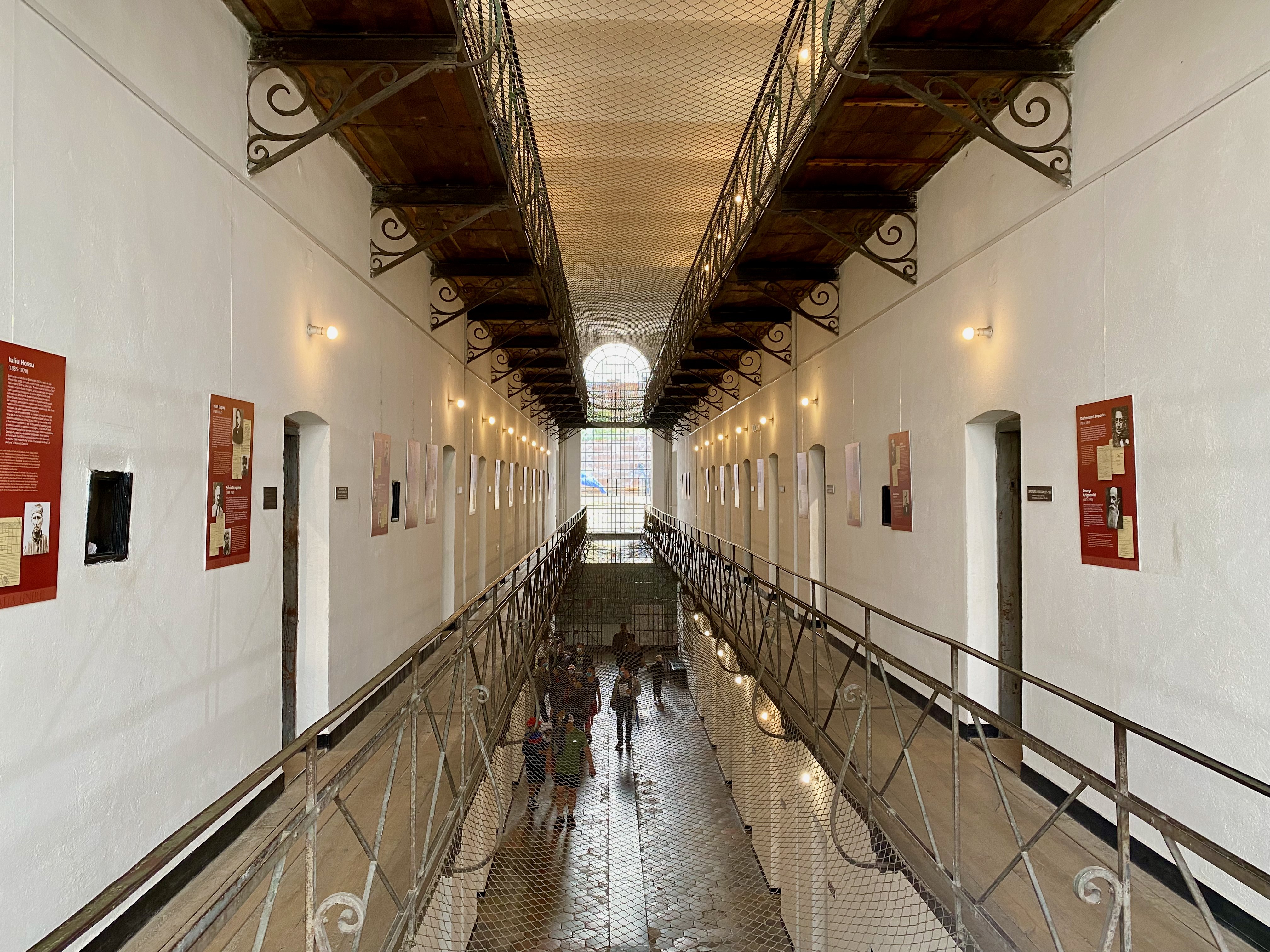
Galeria interior

La presó de Sighet va ser construïda el 1897, com a presó de dret comú, per l'administració austrohongaresa. L'agost de 1948 va passar a ser un lloc de detenció per a un grup d'estudiants, alumnes i pagesos de Maramureș. El maig de 1950, es van portar a la presó de Sighet més de cent dignataris de tot el país (antics ministres, acadèmics, economistes, militars, historiadors, periodistes, polítics), alguns d'ells condemnats a penes severes, altres ni tan sols jutjats.
Els presos eren mantinguts en condicions insalubres, alimentats de manera miserable, i se'ls impedia estirar-se durant el dia als llits de les cel·les, que no tenien calefacció. No els era permès mirar per la finestra (els que no ho complien eren castigats a romandre a "la negra" o "el graner", cel·les d'aïllament sense llum). Finalment, es van col·locar finestrons a les finestres, de manera que només es podia veure el cel. La humiliació i el menyspreu formaven part del programa d'extermini.
El 1955, a conseqüència de la Convenció de Ginebra i de l'admissió de la República Popular Romanesa a l'ONU, va tenir lloc un indult. Alguns dels presos polítics de les presons romaneses van ser alliberats, alguns van ser traslladats a altres llocs, inclosa la residència obligatòria. A Sighet, dels aproximadament 200 presos, 54 ja havien mort. La presó de Sighet va tornar al dret comú. No obstant això, els presos polítics van continuar apareixent els anys següents, sobretot “en trànsit” al psiquiàtric local.
L'any 1977 la presó va ser donada de baixa i va entrar en un procés de degradació.

## Memorial

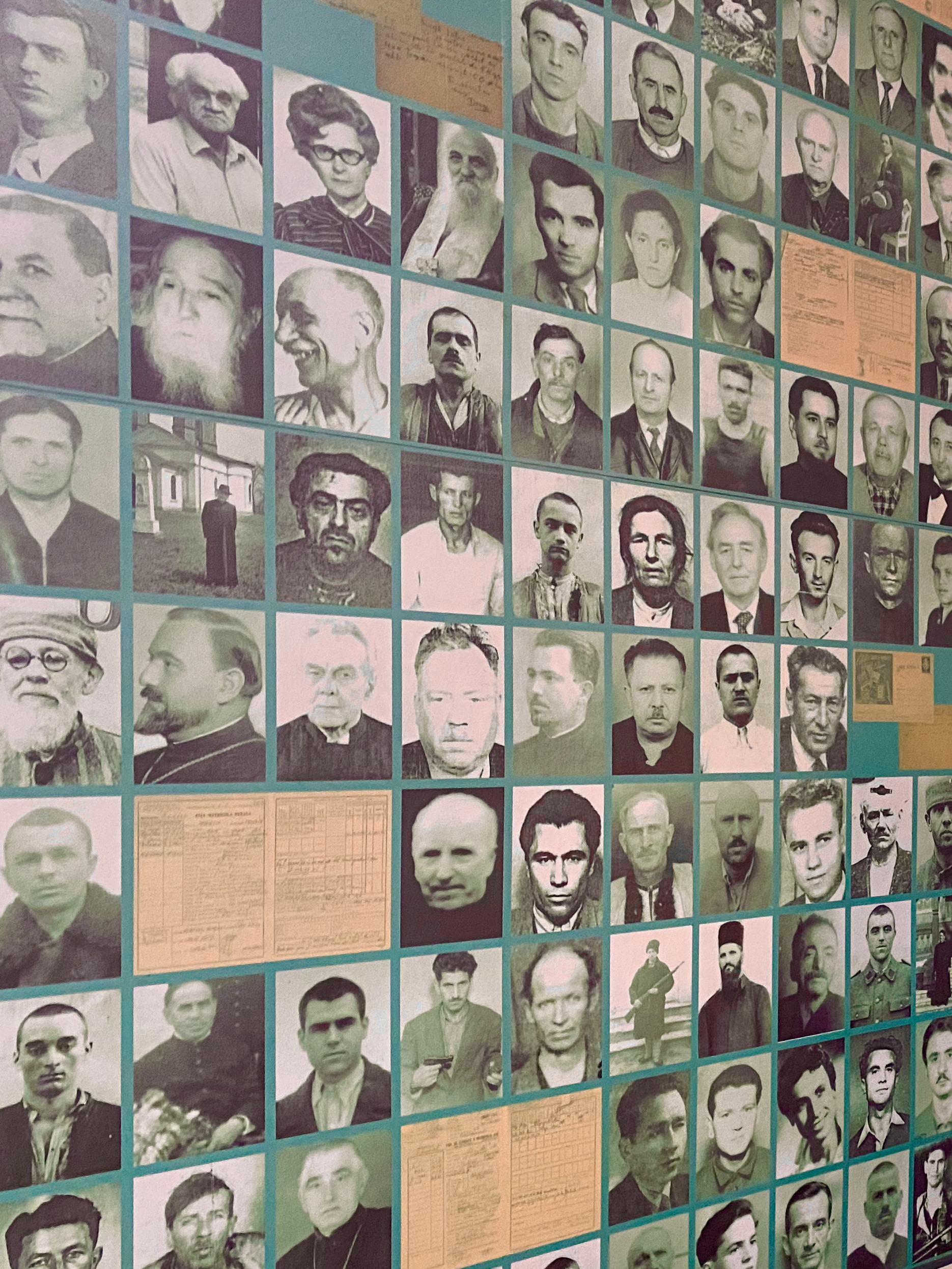
Fotos de les víctimes

La Fundació Acadèmia Cívica es va fer càrrec l'any 1994 de les ruïnes de l'antiga presó, amb l'objectiu de transformar-la en un Memorial.
Les obres de rehabilitació de l'edifici van durar fins a l'any 2000. Com que l'edifici centenari estava arruïnat i ple d'humitat, va ser necessari restaurar els fonaments, l'aïllament, la coberta i els murs interiors, que de totes maneres havien estat repintats i ja no s'assemblaven a l'època dels anys 50, i es van emblanquinar.
Cada cel·la es va convertir en una sala del museu, en la qual, ara seguint un ordre cronològic, es van col·locar objectes, fotos, documents, creant l'ambient i la documentació d'una sala de museu.
En un dels patis interiors de l'antiga presó, arran d'un concurs de projectes en el qual van participar 50 arquitectes i artistes, l'any 1997 es va construir un Espai de Retir i Pregària, segons el projecte de l'arquitecte Radu Mihăilescu, que combina l'estil antic (el suggereixen el tholos grec i la catacumba cristiana) amb una visió moderna. A les parets de la rampa de descens a l'espai subterrani, els noms de gairebé vuit mil morts de presons, campaments i llocs de deportació de Romania estaven gravats en andesita fumada.
L'operació de recollida dels noms dels difunts va requerir deu anys de treball dins del Centre Internacional d'Estudis del Comunisme, i la xifra dista molt de cobrir l'abast real de la repressió. La majoria dels noms els van establir Cicerone Ionițoiu i Eugen Sahan, tots dos historiadors de vocació i antics presos polítics. Les despeses materials per al disseny i construcció de l'Espai de Retir i Oració van ser a càrrec de Mișu Cârciog de Londres, que segueix sent el principal donant del Memorial fins avui.

## Reconeixement
L'any 1993, Ana Blandiana va presentar al Consell d'Europa (CE) un projecte en què es demanava que a l'antic lloc de la presó es creés el Memorial de les Víctimes del Comunisme i de la Resistència, cosa que va succeir el 1994, quan el CE el va acollir sota la seva tutela.
El Memorial va ser declarat "conjunt d'interès nacional" per una llei especial el 12 de juny de 1997.
A l'octubre de 1998, el Memorial de Sighet va ser nominat pel CE entre els tres primers llocs per al cultiu de la memòria europea, juntament amb el Memorial d'Auschwitz i el Memorial de la Pau de Normandia.